# Rózsaszentmárton
Rózsaszentmárton község Heves vármegye Hatvani járásában.

## Fekvése
A megye nyugati részén, a 2402-es és a 2404-es utak találkozásánál, Gyöngyöstől nyugatra, Ecséd, Petőfibánya, Apc és Szűcsi között fekvő település. Az említett négy számjegyű utak mellett érinti még a 24 141-es út is, amely Ecséden át Hort felé biztosít összeköttetést.

## Története
Rózsaszentmárton, korábbi nevén Fancsal már az őskorban is lakott hely volt. Kőkorszakbeli emlékek kerültek elő a község határából. A falu keletkezésének feltételezett időpontja az 1000-től 1050-ig terjedő időszakra esik. Valószínűleg Szent István, vagy Aba Sámuel adományozta egy Fanchal nevű vitéznek, aki után évszázadokig viselte a község ezt a nevet.
Nevét a fennmaradt oklevelek 1231-ben, majd 1267-ben említették először Fancsal néven, a 14-15. században; 1351-ben és 1421-ben Fancsal-Telki néven szerepelt.
Az 1460-as években a cseh husziták befészkelték magukat a környékre. Favárakat építettek Apcon és Patán is.
Mátyás király először Rozgonyi Sebestyént küldte a rablófészkek kifüstölésére, majd – talán Fancsalon áthaladva – ő is a patai táborba jött, s első győzelmes haditettét azzal aratta, hogy bevette a várat.
Az elmúlt ezer év alatt gyakran cserélődtek gazdái.
1544-ben a török hódítók a hatvani vár elfoglalásával kezdték uralmukat kiterjeszteni Heves megye területére. Mohamed pasa még abban az évben sorra hódoltatta a Zagyva mentén elterülő falvakat. Ekkor Pancsa néven említik. 21 házas férfi 10 házban lakik és fizeti a gabona, bortermés, méhkas, sertés és az erdő után kivetett adót.
Az 1549 évi adóösszeíráskor 4, 1552-ben 2, 1554-ben 3, 1564-ben 4 portát írtak itt össze.
1589–90-ben e helységből is az egri várba szállították a püspöki tizedet.
1620 és 1648 között a falut Kevan Iszpaja szpáhi haszonélvezetre kapta zsold fejében.
Ebben az időszakban, a fancsali erdőkben nagyszámú disznópásztor őrizte sertéseit. A más falubeliek fakitermelés, erdei makkoltatás bérbe vétele iránt sűrűn „követik meg a fancsaliakat. Az árokszállásiak megkövették a fancsali erdőt makkra és hogy onnét fát hordjanak”.
1635-ben 2 1/4, 1647-ben 1 1/4, 1675-ben is 1 1/4 portája volt a településnek.
1678-ban a fancsaliak adócsökkentést kértek a megyétől: „Dög által marháink nagyobb része elfogyott. Minden javainkból az sokféle hatalmasságoknak rajtunk való regnálása miatt szegény falunkban 8 ökrös embereknél több nincsen.”
1684 évi összeírás szerint a település birtokosa a Fejérpataki család és Szalay György voltak.
1693-as összeíráskor Szalay György, Albert, Imre, Gáspár, Gál János és Fejérpataky özvegyének birtoka volt. 1696-ban, amikor a megye felszabadult a török iga alól, megkezdődött a falvak újranépesülése. Ekkor 21 telkes jobbágyot és 10 szőlőből álló házas zsellért írtak össze adó alá. Ezek közül egynek neve sem egyezik az 1550. évi török adólajstromban felsorolt családnevekkel.
A Rákóczi-szabadságharc idején Hatvan és környéke II. Rákóczi Ferenc birtokába került. Ő elrendelte Hatvan megerősítését. Ehhez a munkához a fancsaliak kocsis robottal (forspont) járultak hozzá.
A kurucok, akik Bezerédy és Csáky ezredében szolgáltak: Kis István és Kis Miklós, Nagy János és Pap András fancsali lakosok. 1703-ban a 700 főnyi Bezerédy-ezred állandó őrségül Hatvanban állomásozott.
1709 szeptemberének végén a kurucok apci táborozásának idején a 30 lovasból álló „két sereg tatárt” a pataiak élelmezték. Esterházy Antal hadait, a Patán lévő tatárokat más napokon Szűcsi és Fancsal élelmezte.
1730 után Grassalkovich Antal kamaraelnök, koronaőr vásárolta meg a hatvani uradalmat, a faluval együtt. Ekkor annak határában 61 helybeli és 3 más falubeli szőlősgazda 320 kapás szőlőt használt.
1741-ben a falu gróf Starhemberg hatvani uradalmához tartozott.
Az 1771 évi úrbérrendezés során a falut első osztályúnak minősítették.
A 18. század második felében herceg Grassalkovich Antal birtokába került, családjának 1841-ig volt itt földesúri joga.
Az 1800-as évek elején arról vallanak a lakók, hogy nyári idénymunkák során saját földesuruk – Grassalkovich – uradalmában tudnak pénzkeresethez jutni.
A falu legrégibb épületét, a templomot is Grassalkovich Antal kegyúr építtette, és 1813-ban szentelték fel. E templom helyén egy 1696-os adat szerint kőtemplom állt, amelyet 1720 körül Szent Márton tiszteletére szenteltek fel.
Legrégebbi templomában lakó harangját 1636-ban öntötték. Felirata: „Gyöngyös és Hatvan között Szent Márton, anno 1636. Ide való fantsaliaké.”
A főoltár képét 1814-ben Bécsben festették. Jelenleg a plébánián látható.
A birtokot a Grassalkovich családtól báró Sina György vette meg, a 20. század elején Spitzer Lászlóné birtoka volt.
Az 1848–49-es forradalom és szabadságharc idején határában fegyveres harcok nem voltak. Paszkievics herceg seregének hadtápos, poggyászos szekerei – mintegy 3000 darab – Hatvanban rekedtek. Az orosz katonák a környéken portyáztak. Közülük megöltek egy párat a fancsaliak és a nagyvölgyi pincesor előtt lévő mély árokba dobták a holttesteket. Azóta a népnyelv ezt az árkot „Muszka-gödörnek” nevezi.
A 18-19. században a települést körülölelő dombokon nagy erdőségeket kellett kiirtani, hogy termőföldhöz jussanak.
1715-ben még csak 120 kataszteri hold termőterülettel rendelkezett a község, 1896-ban pedig már 2532 kataszteri holddal. Az itt lakók többsége mezőgazdaságból élt, sokan cselédként, zsellérként, napszámosként dolgoztak.
A falu déli részén 1917-ben kezdte meg működését a Mátravidéki Szénbányász Rt.. Nagy lignittelepek feltárásával megélhetést biztosított több száz család számára.
A lakosság életszínvonala rohamosan emelkedett: közművesített lakótelepek épültek villanyárammal felszerelve. Orvosi rendelő, szolgálati lakások, iskola, óvoda. A bányát 1968-ban zárták be.
A mezőgazdaságban a földosztás jelentett fordulópontot. Az 1955-ben megalakult termelőszövetkezet 1960-ban újjászervezték. A jelentős szőlő- és gyümölcstelepítéseken kívül szép eredményeket értek el az állattenyésztésben is. A tsz 1974-ben egyesült a szomszéd község termelőszövetkezetével. Az 1980-as évek végére csődeljárással megszűnt szövetkezet vagyonát elkótyavetyélték. A falu határában lévő földeknek a kárpótlás során új tulajdonosuk lett.

## Közélete

### Polgármesterei
- 1990–1994: Láng Jánosné (független)[3]
- 1994–1998: Láng Jánosné (független)[4]
- 1998–2002: Láng Jánosné (független)[5]
- 2002–2006: Sipos Jánosné (független)[6]
- 2006–2010: Sipos Jánosné (független)[7]
- 2010–2014: Sipos Jánosné (független)[8]
- 2014–2019: Sipos Jánosné (független)[9]
- 2019–2024: Sipos Jánosné (Fidesz-KDNP)[10]
- 2024– : Huczka Márk (független)[1]

A településen az 1998. október 18-án megtartott önkormányzati választás érdekessége volt, hogy az országos átlagot jóval meghaladó számú, összesen 8 polgármesterjelölt indult. Ilyen nagy számú jelöltre az egész országban csak tíz település lakói szavazhattak, ennél több (9, 10 vagy 12) aspiránsra pedig csak öt másik településen volt példa.

## Népesség
A település népességének változása:
| Lakosok száma | 1945 | 1886 | 1883 | 1918 | 1870 | 1854 | 1832 |
|               | 2013 | 2014 | 2015 | 2021 | 2022 | 2023 | 2024 |

2001-ben a település lakosságának közel 100%-a magyar nemzetiségűnek vallotta magát.
A 2011-es népszámlálás során a lakosok 82,5%-a magyarnak, 0,4% németnek, 0,3% románnak, 0,2% szlováknak, 0,2% ukránnak mondta magát (17,5% nem nyilatkozott; a kettős identitások miatt a végösszeg nagyobb lehet 100%-nál). A vallási megoszlás a következő volt: római katolikus 52,8%, református 3,6%, görögkatolikus 0,9%, felekezeten kívüli 13,9% (27,8% nem nyilatkozott).
2022-ben a lakosság 94,6%-a vallotta magát magyarnak, 0,5% németnek, 0,4% cigánynak, 0,2% ukránnak, 0,1-0,1% görögnek, románnak, ruszinnak és szlovénnek, 2,6% egyéb, nem hazai nemzetiségűnek (5,4% nem nyilatkozott; a kettős identitások miatt a végösszeg nagyobb lehet 100%-nál). Vallásuk szerint 42% volt római katolikus, 3,3% református, 0,5% görög katolikus, 0,4% evangélikus, 1,8% egyéb keresztény, 0,7% egyéb katolikus, 15% felekezeten kívüli (35,8% nem válaszolt).

## Nevezetességei
- Római katolikus temploma – 1780-ban Grassalkovich Antal építtette, Szent Márton tiszteletére szentelték fel.
- E-303-as kiállított kotrógép

## Híres emberek
- Itt született Csabai Dániel (1947. március 21. –) műszaki tanár, szakíró, számos műszaki (főleg hangtechnikai) szakkönyv szerzője.
- Itt nevelkedett Popovics György, a Kávészünet nevű, verseket zenésítő zenekar alapítója, amely formáció napjaink legnépszerűbb ilyen jellegű, kultúraközvetítő együttesévé vált.[14]